# Bo Westerberg
Axel Bo Bernhardt Stensson Westerberg (ur. 20 listopada 1913 w Sztokholmie, zm. 2 października 1991 w Lozannie) – szwedzki żeglarz, olimpijczyk.
Na regatach rozegranych podczas Letnich Igrzysk Olimpijskich 1936 wystąpił w klasie 8 metrów zajmując 4 pozycję. Załogę jachtu Ilderim tworzyli również Wilhelm Moberg, Tore Holm, Per Gedda, Marcus Wallenberg i Detlow von Braun.